# 1949 في الولايات المتحدة
فيما يلي قوائم الأحداث التي وقعت خلال عام 1949 في الولايات المتحدة.

## أحداث
- 1 نوفمبر – الخطوط الجوية الشرقية الرحلة 537
- 29 نوفمبر – الخطوط الجوية الأمريكية الرحلة 157

## سياسة

### تعيين في المنصب
- 1 يناير – غيرهارد مينين ويليامز حاكم ميشيغان [الإنجليزية]‏.
- 1 يناير – هيوبرت همفري عضو مجلس الشيوخ الأمريكي.
- 3 يناير – آرثر جريسوولد كرين حاكم وايومنغ  [لغات أخرى]‏.
- 3 يناير – بول دوغلاس عضو مجلس الشيوخ الأمريكي.
- 3 يناير – جون وودروو بونر حاكم مونتانا [الإنجليزية]‏.
- 3 يناير – ليندون جونسون عضو مجلس الشيوخ الأمريكي.
- 3 يناير – مارغريت سميث عضو مجلس الشيوخ الأمريكي.
- 3 يناير – واين هايز عضو مجلس النواب الأمريكي.
- 3 يناير – ويسلي بولين وزير خارجية أريزونا [الإنجليزية]‏.
- 3 يناير – يوجين مكارثي عضو مجلس النواب الأمريكي.
- 5 يناير – تشيستر بولز حاكم كونيتيكت  [لغات أخرى]‏.
- 5 يناير – فريدريك جورج باين حاكم مين [الإنجليزية]‏.
- 6 يناير – شيرمان آدمز حاكم نيو هامبشاير [الإنجليزية]‏.
- 10 يناير – أدلاي ستيفنسون الثاني حاكم إلينوي [الإنجليزية]‏.
- 10 يناير – دوغلاس مكاي حاكم ولاية أوريغون [الإنجليزية]‏.
- 21 يناير – دين آتشيسون وزير الخارجية الأمريكي.
- 28 مارس – لويس أيه جونسون وزير الدفاع الأمريكي.
- 17 مايو – فرانكلين ديلانو روزفلت، الابن عضو مجلس النواب الأمريكي.
- 7 يوليو – جون فوستر دالاس عضو مجلس الشيوخ الأمريكي.
- 19 أغسطس – عمر برادلي رئيس هيئة الأركان المشتركة الأمريكية.
- 24 أغسطس – إدوارد إل يهي مجلس الشيوخ الأمريكي.

### انتهاء فترة المنصب
- 1 يناير – جوزف لاوتن كولينز نائب رئيس أركان جيش الولايات المتحدة [الإنجليزية]‏.
- 1 يناير – وودرو جونز عضو مجلس نواب كارولينا الشمالية.
- 1 يناير – ويليام هاستي حاكم جزر العذراء الأمريكية  [لغات أخرى]‏.
- 3 يناير – جون شيرمان كوبر عضو مجلس الشيوخ الأمريكي.
- 3 يناير – ليندون جونسون عضو مجلس النواب الأمريكي.
- 19 يناير – ألبين باركلي عضو مجلس الشيوخ الأمريكي.
- 20 يناير – جورج مارشال وزير الخارجية الأمريكي.
- 28 مارس – جيمس فورستال وزير الدفاع الأمريكي.
- 27 أبريل – كينيث كليبورن رويال وزير الجيش الأمريكي [الإنجليزية]‏.
- 8 نوفمبر – جون فوستر دالاس عضو مجلس الشيوخ الأمريكي.

## أفلام
من الأفلام التي صدرت هذه السنة في الولايات المتحدة:
- 1 يناير – الوريثة من إخراج ويليام وايلر.

## كتب
من الكتب التي صدرت هذه السنة في الولايات المتحدة:
- 1 يناير – البطل بألف وجه من تأليف جوزيف كامبل.
- 1 يناير – السماء الواقية من تأليف بول بولز.

## مواليد

### يناير
- 1 يناير – باميلا والاس كاتب أمريكي.
- 1 يناير – بيتر وارد
- 1 يناير – جيفري ميلر عسكري من الولايات المتحدة الأمريكية.
- 1 يناير – دان ماير سياسي أمريكي.
- 1 يناير – روبرت شيفر كاتب أمريكي.
- 1 يناير – فيليب يانسي كاتب أمريكي.
- 1 يناير – مارغريت سكوبي دبلوماسية أمريكية.
- 2 يناير – مايك نيولين لاعب كرة سلة أمريكي.
- 3 يناير – سيلفيا ليكنز
- 6 يناير – كارولين داني رايت شاعرة من الولايات المتحدة الأمريكية.
- 7 يناير – ستيفن وليامز ممثل أمريكي.
- 7 يناير – لوريتا بريسكا أ. قاضي أمريكي.
- 10 يناير – جورج فورمان
- 10 يناير – ليندا لوفليس
- 11 يناير – كريس فورد
- 12 يناير – مايكل فانير إشعاعاتي من الولايات المتحدة الأمريكية.
- 14 يناير – جيمس ديميو كاتب ومؤلف أمريكي.
- 14 يناير – لورانس كازدان
- 15 يناير – جون بودستا سياسي من الولايات المتحدة الأمريكية.
- 17 يناير – أندي كوفمان
- 17 يناير – أنيتا بورغ عالِمة حاسوب من الولايات المتحدة الأمريكية.
- 21 يناير – كليفورد راي لاعب كرة سلة أمريكي.
- 21 يناير – كينيدي ماكينتوش لاعب كرة سلة أمريكي.
- 22 يناير – ستيف بيري مغني أمريكي.
- 24 يناير – جون بيلوشي
- 26 يناير – ديفيد ستراثيرن ممثل أمريكي.
- 28 يناير – غريغ بوبوفيتش
- 30 يناير – بيتر أغري
- 31 يناير – روبرت بيرديلا قاتل متسلسل من الولايات المتحدة الأمريكية.

### فبراير
- 2 فبراير – بيغي ميشيل لاعبة كرة مضرب من الولايات المتحدة.
- 3 فبراير – كريستين جونز فورمان
- 4 فبراير – ميخائيل بيك ممثل أمريكي.
- 8 فبراير – كريستي والتون رائدة أعمال من الولايات المتحدة الأمريكية.
- 9 فبراير – آل هنري لاعب كرة سلة من الولايات المتحدة الأمريكية.
- 10 فبراير – مانويل جونسون عالم اقتصاد أمريكي.
- 10 فبراير – هوارد ألن قاتل متسلسل من الولايات المتحدة الأمريكية.
- 11 فبراير – أندريه ديفيس قاضي أمريكي.
- 11 فبراير – جيمس سيلاس لاعب كرة سلة أمريكي.
- 11 فبراير – سام سيبيرت لاعب كرة سلة أمريكي.
- 15 فبراير – كين أندرسون
- 18 فبراير – راندي دينتون لاعب كرة سلة من الولايات المتحدة الأمريكية.
- 18 فبراير – غاري ريدجواي القاتل المتسلسل.
- 21 فبراير – لاري دريك ممثل أمريكي.
- 25 فبراير – ريك فلير
- 27 فبراير – ديبرا مونك ممثلة أمريكية.

### مارس
- 3 مارس – جيمس إس فوس رائد فضاء أمريكي.
- 17 مارس – باتريك دافي
- 23 مارس – مايكل إ. ثورنتون ضابط من الولايات المتحدة الأمريكية.
- 28 مارس – جوزفين تشابلن ممثلة أمريكية.
- 28 مارس – مايكل يونغ
- 31 مارس – تشارلز جونسون لاعب كرة سلة من الولايات المتحدة الأمريكية.

### أبريل
- 1 أبريل – غيل سكوت هارون
- 2 أبريل – باميلا ريد ممثلة أمريكية.
- 5 أبريل – جوديث ريسنيك
- 5 أبريل – جون بيرغ ممثل أمريكي.
- 5 أبريل – لاري فرانكو منتج أفلام أمريكي.
- 7 أبريل – إديث جونز قاضي أمريكي.
- 7 أبريل – ميتش دانييلز سياسي من الولايات المتحدة الأمريكية.
- 9 أبريل – ستان لوف لاعب كرة سلة أمريكي.
- 11 أبريل – بن كيلسو
- 11 أبريل – كارل فرانكلين
- 14 أبريل – جون شيا ممثل ومخرج أمريكي.
- 16 أبريل – آن رومني سياسية من الولايات المتحدة الأمريكية.
- 16 أبريل – جين بارتكوفيتش لاعبة كرة مضرب من الولايات المتحدة الأمريكية.
- 18 أبريل – تشارلز فيفرمان رياضياتي أمريكي.
- 20 أبريل – آرثر ليشت ضابط من الولايات المتحدة الأمريكية.
- 20 أبريل – جيسيكا لانج ممثلة أمريكية.
- 22 أبريل – سبنسر هايوود لاعب كرة سلة من الولايات المتحدة الأمريكية.
- 28 أبريل – بول غيلفويل
- 28 أبريل – توم كول سياسي أمريكي.
- 28 أبريل – جيروم أبت رائد فضاء أمريكي.

### مايو
- 3 مايو – ألبرت ساكو رائد فضاء أمريكي.
- 3 مايو – رون كندا ممثل أمريكي.
- 5 مايو – لاري ستيل
- 9 مايو – إلمور سميث لاعب كرة سلة أمريكي.
- 9 مايو – بيلي جويل
- 9 مايو – ريتشارد وليامسون دبلوماسي أمريكي.
- 11 مايو – أولي جونسون لاعب كرة سلة أمريكي.
- 11 مايو – جانيس روجرز براون
- 12 مايو – جانين ب.جيسكي
- 13 مايو – زوي وناماكر
- 15 مايو – جورج آدامز لاعب كرة سلة من الولايات المتحدة الأمريكية.
- 17 مايو – إيرل هيبنر حكم من الولايات المتحدة الأمريكية.
- 20 مايو – ماري بوب أوزبورن كاتبة للأطفال أمريكية.
- 20 مايو – نيك رحال سياسي من الولايات المتحدة الأمريكية.
- 26 مايو – بام غرير
- 26 مايو – وورد كانينغهام
- 28 مايو – ستيف كينغ سياسي من الولايات المتحدة الأمريكية.
- 29 مايو – روبرت أكسلرود ممثل أمريكي.
- 30 مايو – بي جاي كارلسيمو
- 31 مايو – توم بيرينجر

### يونيو
- 2 يونيو – برت فوغلشتاين
- 5 يونيو – سوزان ليندكويست
- 10 يونيو – فرانكي فايسون ممثل أمريكي.
- 12 يونيو – دان كايث أوبر ممثل أمريكي.
- 12 يونيو – روجر براون ممثل أمريكي.
- 13 يونيو – آن درويان
- 15 يونيو – جيم فارني
- 16 يونيو – جيف بيرسون ممثل أمريكي.
- 18 يونيو – كريس فان آلسبورغ
- 19 يونيو – ريان كروكر دبلوماسي من الولايات المتحدة الأمريكية.
- 20 يونيو – لاينل ريتشي
- 22 يونيو – إليزابيث وارن
- 22 يونيو – ليندساي فاغنر ممثلة أمريكية.
- 22 يونيو – ميريل ستريب ممثلة أمريكية.
- 25 يونيو – كين هوليداي ممثل أمريكي.
- 28 يونيو – توم أوينز لاعب كرة سلة أمريكي.
- 29 يونيو – آن فينمان
- 29 يونيو – فاليري زيجينفوس لاعبة كرة مضرب أمريكية.
- 29 يونيو – مايكل تيرنر

### يوليو
- 1 يوليو – ريتشارد سميث
- 2 يوليو – كورتيس رو لاعب كرة سلة أمريكي.
- 3 يوليو – جيف هاليبورتون لاعب كرة سلة من الولايات المتحدة الأمريكية.
- 7 يوليو – شيلي دوفال ممثلة أمريكية.
- 14 يوليو – تومي موتولا
- 19 يوليو – مايك إستيب لاعب كرة مضرب أمريكي.
- 24 يوليو – مايكل ريتشاردز
- 26 يوليو – وليام شفرد رائد فضاء أمريكي.
- 27 يوليو – سوزان غوردون
- 27 يوليو – موري تشيكن ممثل أمريكي.
- 29 يوليو – ريان كوترونا ممثل أمريكي.

### أغسطس
- 2 أغسطس – تشارلز روفن منتج أفلام أمريكي.
- 2 أغسطس – جيمس فالوز صحفي أمريكي.
- 3 أغسطس – ريتشارد رينالدي لاعب كرة سلة أمريكي.
- 8 أغسطس – راي داليو
- 8 أغسطس – كيث كارادين ممثل أمريكي.
- 10 أغسطس – رالف سيمبسون لاعب كرة سلة أمريكي.
- 14 أغسطس – بوب باكلند
- 15 أغسطس – بيفرلي لين بيرنز
- 15 أغسطس – روبرت كيرشنر فلكي أمريكي.
- 16 أغسطس – آن كلير وليامز قاضي أمريكي.
- 16 أغسطس – جون تيفت دبلوماسي من الولايات المتحدة الأمريكية.
- 17 أغسطس – سو دراهايم عازفة كمان من الولايات المتحدة الأمريكية.
- 23 أغسطس – جو كينيدي لاعب كرة سلة أمريكي.
- 23 أغسطس – شيلي لونج
- 23 أغسطس – وليام لين كرايغ
- 24 أغسطس – آنا لي فيشر
- 26 أغسطس – جون بالدوين ملاكم من الولايات المتحدة الأمريكية.
- 29 أغسطس – هيلمان دارنيل لاعب كرة سلة أمريكي.
- 30 أغسطس – ديف بوستيون لاعب كرة سلة أمريكي.
- 30 أغسطس – كريستوفر كولينز
- 31 أغسطس – ريتشارد جير
- 31 أغسطس – هيو دايفيد بولتيزر فيزيائي أمريكي.

### سبتمبر
- 7 سبتمبر – تشارلي ديفيس لاعب كرة سلة من الولايات المتحدة الأمريكية.
- 7 سبتمبر – جلوريا جاينور مغنية أمريكية.
- 9 سبتمبر – دانيال بايبس مؤرخ ومؤلف أمريكي.
- 9 سبتمبر – ستيفن هايز
- 10 سبتمبر – بيل أورايلي
- 13 سبتمبر – جون دبليو هينري
- 13 سبتمبر – جيم كليامونس
- 16 سبتمبر – إد بيغلي الابن
- 18 سبتمبر – أوليفر روس لاعب كرة قدم أمريكية.
- 18 سبتمبر – بيث جرانت ممثلة أمريكية.
- 19 سبتمبر – سيدني ويكس لاعب كرة سلة أمريكي.
- 20 سبتمبر – أنتوني دينيسون ممثل أمريكي.
- 20 سبتمبر – ستانلي ففارا ممثل أمريكي.
- 21 سبتمبر – أرتيس غيلمور لاعب كرة سلة أمريكي.
- 23 سبتمبر – بروس سبرينغستين
- 25 سبتمبر – جيف بوروياك لاعب كرة مضرب أمريكي.
- 26 سبتمبر – جون روش لاعب كرة سلة أمريكي.
- 28 سبتمبر – إيلوي كاسادوس ممثل أمريكي.

### أكتوبر
- 2 أكتوبر – آني ليبوفيتز مصورة أمريكية.
- 2 أكتوبر – أفري بروكس
- 2 أكتوبر – ريتشارد هيل
- 4 أكتوبر – أرماند أسانتي
- 4 أكتوبر – ستيفن جيلينهال مخرج أفلام أمريكي.
- 5 أكتوبر – هوارد شميدت
- 6 أكتوبر – جيم جيلمور سياسي أمريكي.
- 7 أكتوبر – أليس والتون رائدة أعمال من الولايات المتحدة الأمريكية.
- 8 أكتوبر – أشاونا هيلي عالِمة حاسوب من الولايات المتحدة الأمريكية.
- 8 أكتوبر – سيغورني ويفر ممثلة أمريكية.
- 10 أكتوبر – جيسيكا هاربر ممثلة أمريكية.
- 11 أكتوبر – دوايت ديفيس لاعب كرة سلة أمريكي.
- 14 أكتوبر – ريتشارد نيومان ممثل أمريكي.
- 15 أكتوبر – توماس بوب عالم فلك أمريكي.
- 16 أكتوبر – جون مينجيلت لاعب كرة سلة أمريكي.
- 17 أكتوبر – بيل هدسون
- 28 أكتوبر – كاتلين جينر ممثلة ورياضية أمريكية.
- 30 أكتوبر – ليون ريبي ممثل أمريكي.

### نوفمبر
- 1 نوفمبر – مايكل دوغلاس غريفين سياسي أمريكي.
- 3 نوفمبر – لاري هولمز ملاكم من الولايات المتحدة الأمريكية.
- 3 نوفمبر – مايك إيفانز ممثل أمريكي.
- 6 نوفمبر – ارنست طومسون
- 6 نوفمبر – براد ديفيز ممثل أمريكي.
- 6 نوفمبر – جوزيف ويلسون
- 7 نوفمبر – بن غيلوري ممثل ومخرج أمريكي.
- 17 نوفمبر – جون أفنيت
- 17 نوفمبر – جون بينر سياسي أمريكي.
- 17 نوفمبر – خوسيه غرازيانو داسيلفا سياسي برازيلي.
- 24 نوفمبر – ليندا تريب
- 24 نوفمبر – هنري بيبي
- 27 نوفمبر – جيريت غراهام ممثل أمريكي.
- 27 نوفمبر – جيم برايس لاعب كرة سلة أمريكي.
- 28 نوفمبر – سميث هارت مصارع محترف من الولايات المتحدة الأمريكية.
- 29 نوفمبر – جيري لولر
- 29 نوفمبر – زاب كولتر
- 29 نوفمبر – غاري شاندلينج
- 29 نوفمبر – كينيث دي كاميرون رائد فضاء أمريكي.
- 30 نوفمبر – جيم تشونيس لاعب كرة سلة أمريكي.

### ديسمبر
- 4 ديسمبر – جيف بريدجز
- 6 ديسمبر – بيل تشامبرلين لاعب كرة سلة أمريكي.
- 6 ديسمبر – جيفري سميث سياسي أمريكي.
- 7 ديسمبر – توم وايتس
- 8 ديسمبر – نانسي مايرز
- 10 ديسمبر – إنريكي كاستيلو ممثل أمريكي.
- 13 ديسمبر – بيير راسل لاعب كرة سلة من الولايات المتحدة الأمريكية.
- 13 ديسمبر – تشارلي براون سياسي أمريكي.
- 15 ديسمبر – دون جونسون
- 16 ديسمبر – غوردون م. جونسون سياسي أمريكي.
- 17 ديسمبر – جويل بروكس ممثل أمريكي.
- 18 ديسمبر – ديفيد جونستون
- 20 ديسمبر – بيل جونز سياسي أمريكي.
- 20 ديسمبر – فلويد كامينغز ملاكم من الولايات المتحدة الأمريكية.
- 21 ديسمبر – باتي هوجان لاعبة كرة مضرب أمريكية.
- 22 ديسمبر – غراهام بيكيل ممثل أمريكي.
- 25 ديسمبر – آن سبيلبرغ كاتب سيناريو أمريكي.
- 25 ديسمبر – بيرني فراير لاعب كرة سلة أمريكي.
- 25 ديسمبر – سيسي سبيسك
- 30 ديسمبر – جيري كوين

## وفيات

### يناير
- 1 يناير – فيرجينيا الكسندر (مواليد 1900) طبيبة أمريكية.
- 6 يناير – فيكتور فليمنغ (مواليد 1889)
- 14 يناير – هاري ستاك سوليفان (مواليد 1892)
- 21 يناير – جوزيف كاوثورن (مواليد 1868)
- 22 يناير – هنري سلوكم (مواليد 1862) لاعب كرة مضرب من الولايات المتحدة.

### فبراير
- 4 فبراير – وليام هنري هانت (مواليد 1857) سياسي أمريكي.
- 12 فبراير – باتلينج فينسكي (مواليد 1891) ملاكم من الولايات المتحدة الأمريكية.
- 24 فبراير – رومان بونن (مواليد 1901) ممثل أمريكي.

### مارس
- 2 مارس – كار نيل (مواليد 1873) لاعب كرة مضرب أمريكي.
- 12 مارس – بوب هنتنغتون (مواليد 1869) لاعب كرة مضرب أمريكي.
- 29 مارس – هيلين هومانز (مواليد 1878) لاعبة كرة مضرب من الولايات المتحدة.

### أبريل
- 15 أبريل – والاس بيري (مواليد 1885) ممثل أمريكي.
- 18 أبريل – ليونارد بلومفيلد (مواليد 1887)

### مايو
- 10 مايو – تود روبنز (مواليد 1888)
- 18 مايو – جيمس تراسلو ادامز (مواليد 1878)
- 22 مايو – جيمس فورستال (مواليد 1892)
- 27 مايو – روبرت ربلي (مواليد 1890)

### يونيو
- 3 يونيو – جيانيني اماديو (مواليد 1870)

### يوليو
- 26 يوليو – ليندا أرفيدسون (مواليد 1884) ممثلة أمريكية.
- 27 يوليو – فينس دندي (مواليد 1907) ملاكم من الولايات المتحدة الأمريكية.

### أغسطس
- 9 أغسطس – إدوارد لي ثورندايك (مواليد 1874) عالم نفس أمريكي.
- 9 أغسطس – هاري دافنبورت (مواليد 1866) ممثل من الولايات المتحدة.
- 16 أغسطس – مارغريت ميتشل (مواليد 1900) كاتبة وصحفية أمريكية.
- 21 أغسطس – جوزيف دبليو جيرارد (مواليد 1871) ممثل من الولايات المتحدة الأمريكية.

### سبتمبر
- 20 سبتمبر – ريتشارد ديكس (مواليد 1893)
- 22 سبتمبر – سام وود (مواليد 1884)

### أكتوبر
- 15 أكتوبر – كارل بيهر (مواليد 1885) لاعب كرة مضرب من الولايات المتحدة.
- 31 أكتوبر – إدوارد ستيتنيوس (مواليد 1900) دبلوماسي أمريكي.

### نوفمبر
- 8 نوفمبر – كلايد مارتن ريد (مواليد 1871) سياسي أمريكي.
- 10 نوفمبر – وليام جاكسون همفريز (مواليد 1862) فيزيائي أمريكي.
- 18 نوفمبر – فرانك جويت (مواليد 1879) فيزيائي أمريكي.
- 22 نوفمبر – ريتشارد كونيل (مواليد 1893)

### ديسمبر
- 4 ديسمبر – فيفيان إدواردز (مواليد 1896) ممثلة من الولايات المتحدة الأمريكية.
- 6 ديسمبر - ماري مارجريت أورايلي (مواليد 1865) المديرة المساعدة لدار سك النقود الأمريكيّة.
- 25 ديسمبر – ليون شليسنجر (مواليد 1884) منتج أفلام من الولايات المتحدة الأمريكية.